# Albertine Steenhoff-Smulders
Albertine Steenhoff-Smulders (Rotterdam, 2 november 1871 – Baarn, 10 april 1933) was een auteur, redacteur en vertaalster. Tevens was ze een spilfiguur in de katholieke vrouwenbeweging ten tijde van de eerste feministische golf.

## Levensloop

### Gezinsleven
Albertine Catharina Maria Smulders werd 2 november 1871 geboren te Rotterdam.  Ze was de jongste van de vier kinderen van Johanna Maria Petronella Andreoli en Charles Eduard Victor Smulders. Gedurende haar jeugd werd ze enige tijd onderwezen aan een kostschool voor gegoede meisjes te Amersfoort.  In 1904 trouwde ze met journalist Petrus Hendricus Josephus (Piet) Steenhoff (1866-1945). Het echtpaar kreeg een dochter, Joanna Fransisca Agatha (Joke) Steenhoff (1905-1998), die eveneens schrijver werd.

### Schrijverschap
Steenhoff-Smulders begon eind 19e eeuw met dichten en schrijven. In 1900 was ze, met onder andere Theo Molkenboer, medeoprichter van het katholieke jongerenblad Van Onzen Tijd. Vier jaar later werd dit blad verbonden aan kunstvereniging De Violier en kreeg het een cultureler karakter. In 1904 werd tevens haar eerste dichtbundel Verzen uitgegeven. Drie  historische romans van haar hand, Jan van Arkel, Jacoba van Beieren en Een abdisse van Thorn, verschenen begin 20e eeuw in Katholieke Illustratie, waarna ze tussen 1908 en 1911 ook als boeken gepubliceerd werden. In 1916 was ze betrokken bij de oprichting van tijdschrift Mei en een jaar later verscheen haar tweede dichtbundel onder de titel Holland. Ook was ze hoofdredacteur van De Katholieke Vrouw (opgericht in 1920) en droeg ze bij aan Het Centrum, een katholiek Utrechts dagblad dat onder redactie van haar man stond.

### Katholieke vrouwenbeweging
Begin 20e  eeuw hield Steenhoff-Smulders al lezingen omtrent de (maatschappelijke) rol van de katholieke vrouw. Naast Alfons Ariëns en jonkvrouw Anna de van der Schueren vervulde Steenhoff-Smulders een belangrijke rol in de katholieke Mariabond. Dit drietal gaf ook de aanzet tot de oprichting van een katholieke vrouwenbond.  De bovenlaag van de katholieke kerk had lange tijd geen oor naar een vrouwenbond, maar nadat de van der Schueren, Ariëns en Steenhoff-Smulders in 1912 een eerste vergadering omtrent dit onderwerp organiseerden, werd er door de bisschoppen toch voor de oprichting van een vrouwenbond gekozen. Zodoende werd de Rooms Katholieke Vrouwenbond (RKVB) in het leven geroepen. De van der Schueren en Steenhoff-Smulders werd echter elke vorm van inspraak in het bestuur ontzegd. Desalniettemin droeg Steenhoff-Smulders door haar redactie van De Katholieke Vrouw, tal van lezingen en met praktische ondersteuning bij aan de activiteiten van de RKVB.
Steenhoff-Smulders was een voorstander van het vrouwenkiesrecht en bewonderde Johanna Nabers visie op de plichten die bij dit recht kwamen kijken. Ook was ze onder de indruk van de manier waarop Naber geloof en maatschappelijke betrokkenheid wist te verenigen.

### Latere leven
Albertine Steenhoff-Smulders was kort voor haar dood nog betrokken bij de Rooms Katholieke Staatspartij, maar moest door ziekte uiteindelijk een Tweede Kamerlidmaatschap afwijzen. Ze overleed op 10 april 1933 op 61-jarige leeftijd. Ze ligt begraven op de Katholieke Begraafplaats aan de Kerkstraat te Baarn.